# Norbert Zehm
Norbert Zehm (Innsbruck, 26 maart 1962) is een Oostenrijks componist, pianist en kunstschilder.

## Levensloop
Zehm werd geboren in een kunstenaarsgezin, zijn vader was musicus en zijn moeder schilderes en beeldhouwster. Al op zevenjarige leeftijd studeerde hij piano bij Hans Kofler aan het Tiroler Landeskonservatorium te Innsbruck. Verdere pianostudies deed hij bij Bojidar Noev in Innsbruck. Hij kreeg ook vioolles bij André Gredler. Vanaf 1980 studeerde hij onder andere ook muziekopleiding aan het conservatorium te Innsbruck, waar hij zijn diploma in 1984 behaalde. Van 1984 tot 1986 studeerde hij compositie bij Günther Andergassen aan zijn Alma Mater te Innsbruck. Van 1986 tot 1989 studeerde hij aan de Guildhall School of Music and Drama te Londen bij John York (piano), Francis Shaw en Buxton Orr (compositie) en Peter Gellhorn (orkestdirectie). Zijn Licentiate of the Guildhall School of Music (LGSM) diploma behaalde hij in 1989.
Tussen 1977 en 1986 was hij lid in verschillende pop- en rockgroepen. Van 1980 tot 1982 en in 1984/1985 was hij muziekleraar (piano) aan de muziekschool in Lienz. In 1985 en 1986 was hij als docent voor piano aan het Tiroler Landeskonservatorium in Innsbruck. Van 1987 tot 1991 was hij docent voor toetseninstrumenten en elektronische muziek aan de Bishop's Stortford Highschool en de Hockerill College in Bishop's Stortford in de graafschap Hertfordshire. Van 1991 tot 1995 was hij aan de Anton Bruckner Privatuniversität Linz professor voor compositie en harmonieleer. Tegelijkertijd was hij pianoleraar aan de "Landesmusikschule" te Wels.
Sinds 1995 is hij freelance componist en piano solist.

## Composities

### Werken voor orkest
- 2003 Clockwise, voor orkest, op. 43
- 2003-2004 Games - Symphonie nr. 1, voor orkest, op. 45
- 2009 Symphonie nr. 2 - "Machines", voor orkest, op. 50
- Suite for Jazz Orchestra, op. 44

### Werken voor harmonieorkest
- 1992 Images from a City, voor harmonieorkest, op. 19
- 1994 Silence & Poverty, voor sopraan, countertenor, bas, gemengd koor en harmonieorkest, op. 23 – tekst: Peter Wolf
- 1996 Light from the Outer Ring, voor harmonieorkest, op. 27
- 2002 Movin‘ Reflections, voor orgel, elektrische gitaar, modern dance en harmonieorkest, op. 42 - première: april 2002, Liverpool, Metropolitan Cathedral
- 2007 Festival Bells, Festival-Fanfare voor harmonieorkest, op. 49 - première: 22 september 2007, Innsbruck, Congress Innsbruck/Saal Tirol
- 2008 Towards the Wind "Dem Wind entgegen" – "Auf den Wind zugehen", voor cello en harmonieorkest

### Missen en gewijde muziek
- 2000 Missa Coelo et Terrae, voor sopraan, bas, gemengd koor en orgel, op. 39 - gecomponeerd voor de "Tiroler Festspiele" te Erl
- 2001 Lukas Passion, voor solisten, vocaalkwartet, viool, cello en piano, op.40 - première: 8 april 2001, Innsbruck, Jesuitenkirche Innsbruck

### Muziektheater

#### Opera's
| Voltooid in | titel           | aktes | première | libretto   |
| ----------- | --------------- | ----- | -------- | ---------- |
| 2009-2010   | Cadence Macbeth |       |          | Peter Wolf |

#### Toneelmuziek
- Schauspielmusik für "Die Polaggenhur", op.46 - tekst: Stefan Hellbert

### Vocale muziek
- 1987-1988 Love Songs with Bitter Taste, voor zangstem en piano, op. 8 - tekst: van de componist
- 1989-1990 Liebesillusionen, zangcyclus voor hoge zangstem, viool, cello en piano, op. 13 - tekst: gedichten van Henri F. Triet
- 1998-1999 Kosmomanie, zangcyclus voor diepe zangstem, dwarsfluit, altviool en piano, op. 34 - tekst: gedichten van Dietmar Viertl

### Kamermuziek
- 1990 Trio nr. 1, voor viool, cello en piano, op. 14
- 1991-1992 Trio nr. 2 "On Kate’s Theme", voor viool, cello en piano, op. 17
- 1992 Last Prophecies, voor dwarsfluit, sopraansaxofoon, basklarinet, altviool, cello, keyboards en elektronica (computergeluidsband), op. 18 - tekst: Michel de Nostredame
- 1993 Prothalamion (strijkkwartet nr. 1), op. 22
- 1995 Trio nr. 3 "Tear Drops", voor viool, cello, piano en pantomime, op. 25
- 1995-1996 Silberkreuzung, voor dwarsfluit, klarinet, trompet, fagot, viool, cello, slagwerk, keyboards, elektronica (geluidsband), video (Roland Schrettl), op. 26 - tekst: Peter Wolf (gecomponeerd voor het "Klangspuren Festival‘96" te Schwaz
- 1997-1998 Le Tombeau de Ravel (strijkkwartet nr. 2), op. 30
- 1997-1998 Time Music, voor dwarsfluit en piano, op. 31
- 1999 Birkdale Boogie, voor dwarsfluit, cello en piano, op. 37
- 2006 Trio nr. 4 "Kate's Dream" (Keep Rocking), voor viool, cello en piano, op. 47
- 2006 Trio, voor dwarsfluit, cello en piano, op. 48
- Albumblatt (Miniatur), voor dwarsfluit en piano, op. 41
- Klanginstallation - 40 Jahre Reithgymnasium

### Werken voor piano
- 1988 Dedications in Pink, op. 10
- 1989 Waltz alla Rondo, voor 2 piano's, op. 11
- 1989 Clockwise, voor piano duet, op. 12
- 1990 Study for Piano, op. 16
- 1992-1993 A European Approach, voor piano duet, op. 21
- 1995 Message of the Corn Circles, een piano cyclus in 6 bewegingen, op. 24
- 1999 Prelude in Turquoise, op. 35
- 2000 Piano starter

### Elektronische muziek
- 1986 Halley Zyklus, voor viool, synthesizer, computer en video, op. 2
- 1987 Visions 2000, voor hoge stem, strijktrio (viool, altviool en cello), keyboards en computer genereert geluidsband, op. 3
- 1988 Leapyear ’88, voor dwarsfluit, klarinet, strijkkwartet, keyboards en computer genereert geluidsband, op. 9